# Civil Bázis
Civil Bázis egy 2021-ben alakult magyar politikai mozgalom, melynek szervezeti hátterét a Civil Bázis Egyesület (angolul: Civil Basis Society) nevű civil szervezet adja.

## Célok
A Civil Bázis célja, hogy hozzájáruljon Magyarország közéleti és közpolitikai megújulásához, az elmúlt évtizedek politikai és társadalmi sebeinek, traumáinak gyógyításához, segítse és támogassa mindazokat a folyamatokat, amelyek igazságosabb, szolidárisabb és együttműködőbb országot eredményezhetnek.
Elkötelezett a jelenlegi legfontosabb társadalmi problémák minél szélesebb körű megvitatása és a demokratikus, jogállami megoldási lehetőségek képviselete  mellett.
Az Egyesület célja, hogy a közpolitikában, a közéletben kialakítsa a civil, szakmai kontrollt, a valódi népképviseletet, támogassa a közjó, a jól-léti társadalom iránt elkötelezett szervezetek, magánszemélyek együttműködését, az alábbi meghatározások mentén:
- a nemzet megbékélése, egy európai alapértékeken nyugvó közjó és jól-lét biztosítása,
- a jogállamiság intézményeinek és a polgári, szakmai kontrollnak a kiépítése,
- a mindenkit megillető emberi méltóság és képviselet megteremtése,
- a természet, az élővilág tisztelete és védelme,
- a nemzeti vagyon megőrzése, a korrupció felszámolása, a szociális és egészségügyi biztonság megvalósítása, az önrendelkezési jog és az önkormányzatiság biztosítása életünk minden területén,
- az oktatás, a kultúra, a tudomány és a sajtó szabadságának elismerése és képviselete,
- a társadalmi szolidaritás és együttműködés támogatása,
- a jogállami és köztársasági működés melletti maradéktalan kiállás, a civil és szakmai érdekek megjelenítése a közéletben,
- a fenti értékek és célok iránt elkötelezett személyekkel és civil szervezetekkel való együttműködés.

A célok elérése érdekében személyes és online politikai tevékenységeket végez, előadásokat tart, összegyülekezéseket, akciókat szervez, kiadványokat készít, képzéseket tart.

## Képviselők
Elnök: Horgas Péter
Alelnökök: Katona Andrea, Kovács Erika
Tiszteletbeli elnök: Vörös Imre

## Előadók
A működés első évében többek között a következő előadók voltak a Civil Bázis által szervezett vitesteken: László Róbert, Vörös Imre, Róna Péter, Komáromi Zoltán, Ungár László, Oriold Károly, Falus Ferenc, Kapócs Gábor, Kovács Zsuzsanna, Herczog Mária, Keszler Viktória, Szelényi Zoltán, Fleck Zoltán, Victor András, Karsai György, Békés Gáspár, Valcsicsák Zoltán, Bíró-Nagy András, Szepesházi Péter, Zeller Judit, Bolba Márta, Lukácsi Katalin, Perintfalvi Rita, Tétényi Éva, L. Ritók Nóra, Lányi András, Holoda Attila, Bársony-Dróczi Ágnes, Horváth Aladár, Kóczé Angéla, Orsós János, Keveházi Kata, Péterfy Gergely, Rodics Katalin, Szinetár Miklós, Nagy Szilveszter

## Civil Bázis-díj
2022-ben megalapították a Civil Bázis-díjat, amivel ebben az évben azokat a pedagógusokat díjazta a Civil Bázis közönsége, akik kiálltak az oktatás szabadsága és méltósága mellett.
A díjat pár hónappal később nevezték el Nagy Emiliáról, azóta az elnevezés "Nagy Emilia-díj a civil bátorságért”.